# The Power of Love
「The Power of Love」（ザ・パワーオブラブ）は、Cyber Nation Networkのシングル。1997年10月21日発売。

## 解説
- テレビアニメ「マスターモスキートン'99」の第1期オープニングテーマに使われた。1クールのみの使用だった。
- ジャケットの表紙にはCyber Nation Networkのメンバーが、裏面には主人公のモスキートンとヒロインのイナホが描かれている。

## 収録曲
1. the power of love
2. little such of happiness
3. the power of love(カラオケ)
4. little such of happiness(カラオケ)